# Walter McGowan
Walter McGowan (Hamilton, 13 ottobre 1942 – Airdrie, 15 febbraio 2016) è stato un pugile britannico, Campione del mondo dei pesi mosca nel 1965 a spese di Salvatore Burruni.

## Carriera
McGowan conquistò il titolo del Commonwealth britannico, nei pesi mosca, al decimo combattimento da professionista, mettendo KO il connazionale Jackie Brown, a Paisley, il 2 maggio 1963.
Successivamente affrontò Salvatore Burruni per il titolo europeo, il 24 aprile 1964, allo Stadio Olimpico di Roma, perdendo ai punti. Burruni riuscì a imporre e sostenere un ritmo indiavolato per tutte le quindici riprese, tanto che lo stesso McGowan fu il primo ad ammettere la sua superiorità.
Il 3 dicembre 1965, tentò la scalata al titolo europeo dei pesi gallo detenuto da Tommaso Galli,  al Palazzo dello Sport di Roma. Il risultato di pari non gli consentì di indossare la cintura.
McGowan combatté nuovamente con Burruni il 14 giugno 1966, nella Empire Pool di Wembley, di Londra. In palio, stavolta, era il titolo mondiale lineare dei pesi mosca, riconosciuto dall'EBU e dalla rivista specializzata Ring Magazine.  Burruni si trovò davanti un avversario ormai pienamente maturato, anche se di nove anni più giovane. Combatté coraggiosamente, nonostante le difficoltà sostenute per rientrare nel peso ma non poté evitare di cedere al britannico il titolo mondiale con un chiaro verdetto ai punti.
Succeduto a Burruni nello status di campione mondiale lineare dei pesi mosca, McGowan mise in palio il titolo contro il thailandese Chartchai Chionoi il 30 dicembre 1966 a Bangkok. Al nono round  il britannico cominciò a sanguinare abbondantemente dal naso, e l'arbitro fu costretto a interrompere il match, assegnando vittoria e titolo mondiale per Kot al thailandese.
McGowan perse anche la rivincita con Chionoi, disputata il 19 settembre 1967 alla Wembley Arena, per Kot alla settima ripresa
Il 13 marzo 1968 perse ai punti anche il titolo di Campione del Commonwealth britannico dai guantoni di Alan Rudkin, da lui battuto in precedenza. Combatté vittoriosamente altri sei incontri – l'ultimo contro Domenico Chiloiro, l'11 settembre 1969, a Londra – poi si ritirò dalla boxe.